# Bahía de Carlisle
La bahía de Carlisle (en inglés: Carlisle Bay) es un pequeño puerto natural ubicado en la región suroeste de la isla caribeña de Barbados, en el archipiélago de las Antillas Menores. La capital de esta nación insular, Bridgetown, está situada en la bahía, que se ha convertido en un parque marino. El parque marino de la bahía de Carlisle es un lugar muy popular en la isla para bucear. Posee muchas reliquias, como anclas y balas de cañón, además de buques que se encuentran en el fondo de sus aguas.
La bahía toma su nombre del segundo señor de Barbados: James Hay, 1.er conde de Carlisle. Lord Carlisle reclamó la isla a través de una Real de subvención en nombre del rey Carlos I de Inglaterra en 1627.